# هکندورپ
هکندورپ (به هلندی: Hekendorp) یک منطقهٔ مسکونی در هلند است که در آده‌واتر واقع شده‌است. هکندورپ ۷۰۵ نفر جمعیت دارد.